# Suma zdarzeń
Suma zdarzeń – zdarzenie losowe, które zachodzi wtedy, gdy zachodzi przynajmniej jedno ze zdarzeń je tworzących.

## Definicja formalna
Niech {\displaystyle (\Omega ,{\mathcal {F}},P)} będzie przestrzenią probabilistyczną. Sumą zdarzeń {\displaystyle A_{i}\in {\mathcal {F}},\ i\in I} nazywamy zdarzenie {\displaystyle \bigcup \limits _{i\in I}A_{i}.}
W przypadku skończonej liczby zdarzeń {\displaystyle A_{1},A_{2},\dots A_{n}} ich sumę zapisujemy jako {\displaystyle A_{1}\cup A_{2}\dots A_{n}.}

## Przykład
Niech zbiorem zdarzeń elementarnych będzie zbiór wszystkich wyników rzutu kostką. Sumą zdarzeń „wypadła parzysta liczba oczek”, tzn. {\displaystyle A=\{2,4,6\}} oraz „wypadła liczba oczek będąca liczbą pierwszą”, tzn. {\displaystyle B=\{2,3,5\}} jest zdarzenie: {\displaystyle A\cup B=\{2,3,4,5,6\}.}

## Prawdopodobieństwo sumy zdarzeń
Jeżeli {\displaystyle P} jest prawdopodobieństwem określonym na pewnej przestrzeni probabilistycznej, {\displaystyle A} i {\displaystyle B} zdarzeniami tej przestrzeni, to prawdziwy jest wzór:
{\displaystyle P(A\cup B)=P(A)+P(B)-P(A\cap B).}
Dla trzech zdarzeń {\displaystyle A,B,C{:}}
{\displaystyle P(A\cup B\cup C)=P(A)+P(B)+P(C)-P(A\cap B)-P(B\cap C)-P(A\cap C)+P(A\cap B\cap C).}
Oba wzory są szczególnym przypadkiem tak zwanego wzoru włączeń i wyłączeń, który dla {\displaystyle n\in \mathbb {N} } i zdarzeń {\displaystyle A_{1},A_{2},\dots ,A_{n}} jest postaci:
{\displaystyle P(A_{1}\cup A_{2}\cup \ldots \cup A_{n})}
{\displaystyle =P(A_{1})+P(A_{2})+\ldots +P(A_{n})-P(A_{1}\cap A_{2})-\ldots +P(A_{1}\cap A_{2}\cap A_{3})+\ldots -P(A_{1}\cap A_{2}\cap A_{3}\cap A_{4})\dots }
Kropki oznaczają wszystkie możliwe iloczyny zdarzeń po dwa, trzy i tak dalej (do zrozumienia jak korzystać z tego wzoru, przydatna jest analiza użycia w przypadku trzech zdarzeń).